# Экдик
Э́кдик (греч. Έκδικος — «заступник») — церковный адвокат в Византии.
К обязанностям епископа в древности относилась защита его паствы от несправедливости. Так как епископ не мог выступать в суде и других правительственных учреждениях, то церковь просила государство о назначении ей особых адвокатов — экдиков, по примеру защитников городов (defensores, έκδικοι τών πόλεων).
Первые просьбы этого рода относятся к началу V века и идут от Карфагенских соборов 401 и 407 годов. Конституцией императоров Феодосия II и Гонория от 409 года был создан институт церковных экдиков, которые, в отличие от городских, должны были быть обязательно христианами и избираться епископом, духовенством и важнейшими гражданами города.
Дальнейшее развитие этот институт получил в XV-й новелле императора Юстиниана, от 535 года, которая признала экдика должностными лицами и распространила их на всем Востоке. К тем, чья защита была прямой обязанностью экдика, принадлежали: 
- готовящиеся вступить в церковь и новокрещёные,
- вдовы и сироты,
- гонимые сильными и власть имущими,
- подвергшиеся опасности потерять свободу,
- пленники и рабы,
- виновные в большем или меньшем преступлении, если только они обратились к церкви с просьбой о смягчении наказания через церковное ходатайство (jus intercessionis) или воспользовались правом убежища (jus asyli),
- церковные экономы, попавшие в положение ответчиков.

Сами экдики судебных функций не имели, как это разъясняет Вальсамон в толковании на 23 канон Халкидонского собора. Им принадлежало только право: 
- призывать на суд обвиняемых и, если они не явятся после троекратного вызова, требовать их осуждения,
- вести следствие по всякому делу, относящемуся к Церкви,
- составлять приговор о виновности или невиновности тех, которые, как беглецы, искали церковной защиты, и решать вопрос об их выдаче,
- призывать к суду всех нарушителей права церковного убежища и
- наблюдать за исполнением приговоров епископского суда.

Согласно Синтагме Матфея Властаря (XIVв.), говоря по византийской терминологии, царь был епистимонархом, 
экдиком
и дефенсором Церкви, т.е. её попечителем, покровителем и защитником.